# برج سنگی
برج سنگی مربوط به دوره افشار است و در ندوشن، محله زیر باغ واقع شده و این اثر در تاریخ ۱۱ مرداد ۱۳۸۴ با شمارهٔ ثبت ۱۲۳۶۹ به‌عنوان یکی از آثار ملی ایران به ثبت رسیده است.